# Les Infiltrés
Pour les articles homonymes, voir Les Infiltrés (homonymie).
Pour plus de détails, voir Fiche technique et Distribution.
Les Infiltrés ou Agents troubles au Québec (The Departed) est un film policier américain réalisé par Martin Scorsese et sorti en 2006. Il s'agit d'un remake du long métrage hongkongais Infernal Affairs (2002) réalisé par Andrew Lau et Alan Mak. Le personnage de Frank Costello est par ailleurs en partie inspiré du gangster James J. Bulger.
Le film reçoit des critiques positives dans la presse et est performant au box-office. Il remporte par ailleurs plusieurs récompenses, dont l'Oscar du meilleur film en 2007, et permet par ailleurs à Martin Scorsese de remporter pour la première fois l'Oscar du meilleur réalisateur.

## Synopsis
À Boston, une lutte sans merci oppose la police à la mafia irlandaise dirigée par Frank Costello, parrain des quartiers sud. Ce dernier va racketter une épicerie et repère un enfant, Colin Sullivan. Il lui fait comprendre comment, selon  lui, le monde marche.
Colin devient adulte et entre dans la police d’État du Massachusetts à Boston. Il travaille dans l'unité spéciale chargée de lutter contre le crime organisé. Dans le même temps, l'unité chargée des infiltrations repère un brillant élément dans la même promotion que Sullivan, un certain Billy Costigan. Ce dernier a eu une enfance partagée entre les quartiers sud de Boston et les quartiers nord plus huppés et sa famille a comporté beaucoup de truands ; le capitaine Queenan se dit qu'il y a là une occasion d'infiltrer le gang de Costello.
Billy fait ainsi de la prison pour rendre crédible son identité d'agent infiltré ; il attire l'attention de Costello en passant plusieurs personnes à tabac. Costello se dit que Billy peut lui servir au sein de sa bande composée de Fitzgibbons, dit Fitzy, Delahunt et Arnold « Mr French » French.
Pendant ce temps, Colin devient sergent, trouve un appartement, et a une relation avec une psychiatre nommée Madolyn. Il renseigne Costello sur les enquêtes menées contre lui. Un jour, un vol est commis dans une grande entreprise informatique ; des microprocesseurs sont dérobés et le voleur est retrouvé mort peu après ; les soupçons se portent sur Costello mais aucune preuve ne l'incrimine.
Plus tard, Colin apprend que Costello va vendre les microprocesseurs volés à des Chinois et que l'opération est surveillée par son unité ; il informe discrètement Costello et conseille de faire éteindre les portables ; seul celui de Billy Costigan reste allumé. La transaction a lieu et tout le monde s'enfuit par bateau. La police a échoué encore une fois.
Costello se doute qu'il y a une taupe dans son équipe et demande à Colin d'enquêter et de la trouver. Cela complique la vie de Colin qui doit cacher sa double vie à sa fiancée qui se trouve être le médecin que Billy Costigan doit aller voir régulièrement et à qui il confie que sa double vie lui pèse et qu'il pense au suicide.
Costello donne rendez-vous à Colin dans un cinéma pour adultes pour lui donner les documents sur ses hommes dans une enveloppe marquée « citizens ». Billy, qui a reçu l'ordre du capitaine Queenan d'identifier puis d'interpeller celui qui aura l'enveloppe, suit Colin sans le reconnaître et le perd dans les rues de Boston. Billy a par la suite une aventure d'un soir avec Madolyn.
Costello devient de plus en plus paranoïaque et menace toute son équipe ; il veut trouver la taupe à tout prix. Il ordonne à Colin de trouver une solution faute de quoi il s'en prendra à Madolyn. Colin décide de faire suivre le capitaine Queenan. Il apprend que ce dernier se trouve dans un immeuble en travaux et prévient les hommes de Costello. Billy réussit à s'enfuir mais le capitaine Queenan est jeté du haut du toit de l'immeuble. Une fusillade s'ensuit et Delahunt est très grièvement blessé. Avant de mourir, il révèle à Billy qu'il a deviné qu'il était un agent infiltré, mais qu'il n'a rien dit. On apprend peu de temps après aux informations que Delahunt était lui aussi un agent infiltré, ce que Costello ne croit pas, pensant que c'est une manœuvre pour qu'il arrête de chercher la taupe.
Colin examine le dossier d'infiltration de Billy sans savoir son nom ; il apprend que Costello est un informateur du FBI et sa confiance en lui s'effondre. Lors d'une nouvelle opération de Costello pour récupérer un chargement de drogue, Billy informe Colin du lieu où cela doit se passer et la police s'y rend. Une fusillade éclate, tous les malfrats sont tués, et Colin abat Costello.
Félicité par ses collègues, Colin apprend qui est réellement Billy Costigan. Au moment où Colin vérifie son dossier, Billy remarque que l'enveloppe marquée « citizens » se trouve sur le bureau de Colin et comprend que Colin était la taupe de Costello. Il envoie plus tard au domicile de Colin les enregistrements des conversations de Costello. Madolyn apprend alors qui est réellement son compagnon. Furieuse, elle le quittera malgré sa grossesse. Billy ordonne à Colin de se rendre là où Queenan est mort mais peu après Billy est tué par Barrigan, l'un des collègues policiers de Colin qui était lui aussi infiltré au service de Costello. Un autre policier aussi est tué et Colin tue Barrigan à bout portant peu après. Il réussit à s'en sortir avec des explications mettant tout sur le dos de Barrigan.
Un peu plus tard, Colin rentre chez lui et est tué par le sergent Dignam qui venge ainsi l'assassinat de Queenan et Costigan. Lors du dernier plan, on peut voir un rat sur le balcon de Colin (rat est l'équivalent en anglais de « balance »).

## Fiche technique
Sauf indication contraire, les informations mentionnées dans cette section peuvent être confirmées par la base de données cinématographiques IMDb,  présente dans la section « Liens externes ».
- Titre original : The Departed
- Titre français : Les Infiltrés
- Titre québécois : Agents troubles
- Réalisation : Martin Scorsese
- Scénario : William Monahan, d'après le scénario original de Felix Chong et Alan Mak
- Musique : Howard Shore
- Décors : Kristi Zea
- Costumes : Sandy Powell
- Photographie : Michael Ballhaus
- Montage : Thelma Schoonmaker
- Production : Brad Grey, Graham King et Brad Pitt
- Sociétés de production : Vertigo Entertainment, Warner Bros., Plan B Entertainment, Initial Entertainment Group et Media Asia Films
- Sociétés de distribution : TFM Distribution (France), Warner Bros. (États-Unis)
- Budget : 90 millions de dollars
- Pays de production :  États-Unis et  Hong Kong
- Langues originales : anglais et cantonais
- Format : couleur (Technicolor) — 2,39:1 — 35 mm — son Dolby Digital
- Genre : Policier, thriller et drame
- Durée : 151 minutes
- Dates de sortie[2] :
  - États-Unis : 6 octobre 2006
  - France : 29 novembre 2006
- Classification :
  - France : mention CNC : tous publics avec avertissement, art et essai[3]
  - Déconseillé aux moins de 12 ans lors sa diffusion à la télévision[réf. nécessaire]
  - Interdit aux moins de 12 ans (DVD et Blu-ray)[réf. nécessaire]

## Distribution
- Leonardo DiCaprio (VF : Damien Witecka ; VQ : Joël Legendre) : William « Billy » Costigan Jr., agent infiltré de la police d'État du Massachusetts au sein du réseau criminel de Frank Costello
- Matt Damon (VF : Damien Boisseau ; VQ : Gilbert Lachance) : sergent Colin Sullivan, informateur de Costello, infiltré dans la police d'État du Massachusetts dans l'unité spéciale d'investigation
- Jack Nicholson (VF : Jean-Pierre Moulin ; VQ : Guy Nadon) : Francis « Frank » Costello, chef du crime organisé à Boston
- Mark Wahlberg (VF : Bruno Choël ; VQ : Martin Watier) : sergent Sean Dignam, chef-adjoint de l'unité des agents infiltrés de la police d'État du Massachusetts
- Martin Sheen (VF : Jean-Yves Chatelais ; VQ : Jean-Marie Moncelet) : capitaine Oliver Charles Queenan, chef de l'unité des agents infiltrés de la police d'État du Massachusetts
- Ray Winstone (VF : Jean-Claude Leguay ; VQ : Manuel Tadros) : Arnold « Mr. French » French, bras-droit de Frank Costello
- Vera Farmiga (VF : Audrey Lamy ; VQ : Camille Cyr-Desmarais) : Madolyn, psychiatre de la police
- Alec Baldwin (VF : Bernard Lanneau ; VQ : Pierre Auger) : capitaine George Ellerby, chef de l'unité spéciale d'investigation de la police d'État du Massachusetts
- Anthony Anderson (VF : Frantz Confiac ; VQ : François L'Écuyer) : Brown, agent de l'unité spéciale d'investigation
- Kevin Corrigan (VF : Emmanuel Gradi) : Sean, cousin de William Costigan
- James Badge Dale (VQ : Patrice Dubois) : Barrigan, agent de l'unité spéciale d'investigation
- David Patrick O'Hara (VF : Patrick Bonnel ; VQ : Louis-Philippe Dandenault): Fitzy, homme de confiance de Costello
- Mark Rolston (VF : Gérard Darier ; VQ : Benoit Rousseau) : Delahunt, gros bras de Costello, agent infiltré du FBI au sein d'un réseau criminel
- Robert Wahlberg : Franck Lazio, agent du FBI
- Kristen Dalton : Gwen
- Billy Smith (VQ : Daniel Picard) : détective n°1
- Brian Haley (en) (VQ : Pierre Chagnon) : détective n°2

Sources et légende : version française (VF) sur AlloDoublage et RS Doublage. Version québécoise (VQ) sur Doublage Québec

## Production

### Genèse et développement

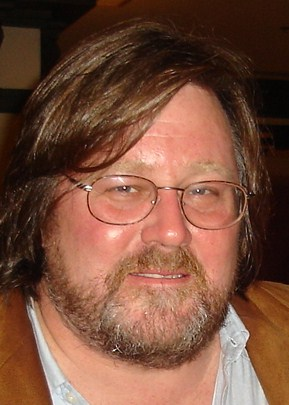
Le scénariste William Monahan, ici en 2006.

Le film est un remake du film hongkongais Infernal Affairs (2002) d'Andrew Lau et Alan Mak, qui donnera lieu à deux suites. William Monahan est chargé d'écrire le nouveau scénario. Il explique : « Je n'ai pas souhaité voir Infernal Affairs avant de transposer cette histoire, et c'est à partir d'une traduction du scénario chinois que j'ai travaillé. Sa ligne directrice, d'une grande ingéniosité, m'a permis de créer de nouveaux personnages. J'aimais beaucoup la duplicité des deux protagonistes originaux, mais mon scénario met d'abord l'accent sur les drames qui adviennent lorsqu'un homme s'écarte de la route que lui trace la vie ».

« Infernal Affairs est un très bon exemple de ce que j'aime dans le cinéma de Hong Kong. Les Infiltrés n'est pas, pour autant, un remake de ce film. Il s'inspire de l'intrigue originale, mais l'univers qu'a imaginé William Monahan est très différent. J'ai mis un certain temps à lire ce script, parce que j'ai tout de suite commencé à visualiser l'action, à m'imprégner de l'histoire et des protagonistes. J'ai été frappé, notamment, par l'approche des personnages et de leur vision du monde. Ce traitement sans compromis m'a séduit et donné envie de réaliser le film. »

— Martin Scorsese

### Attribution des rôles

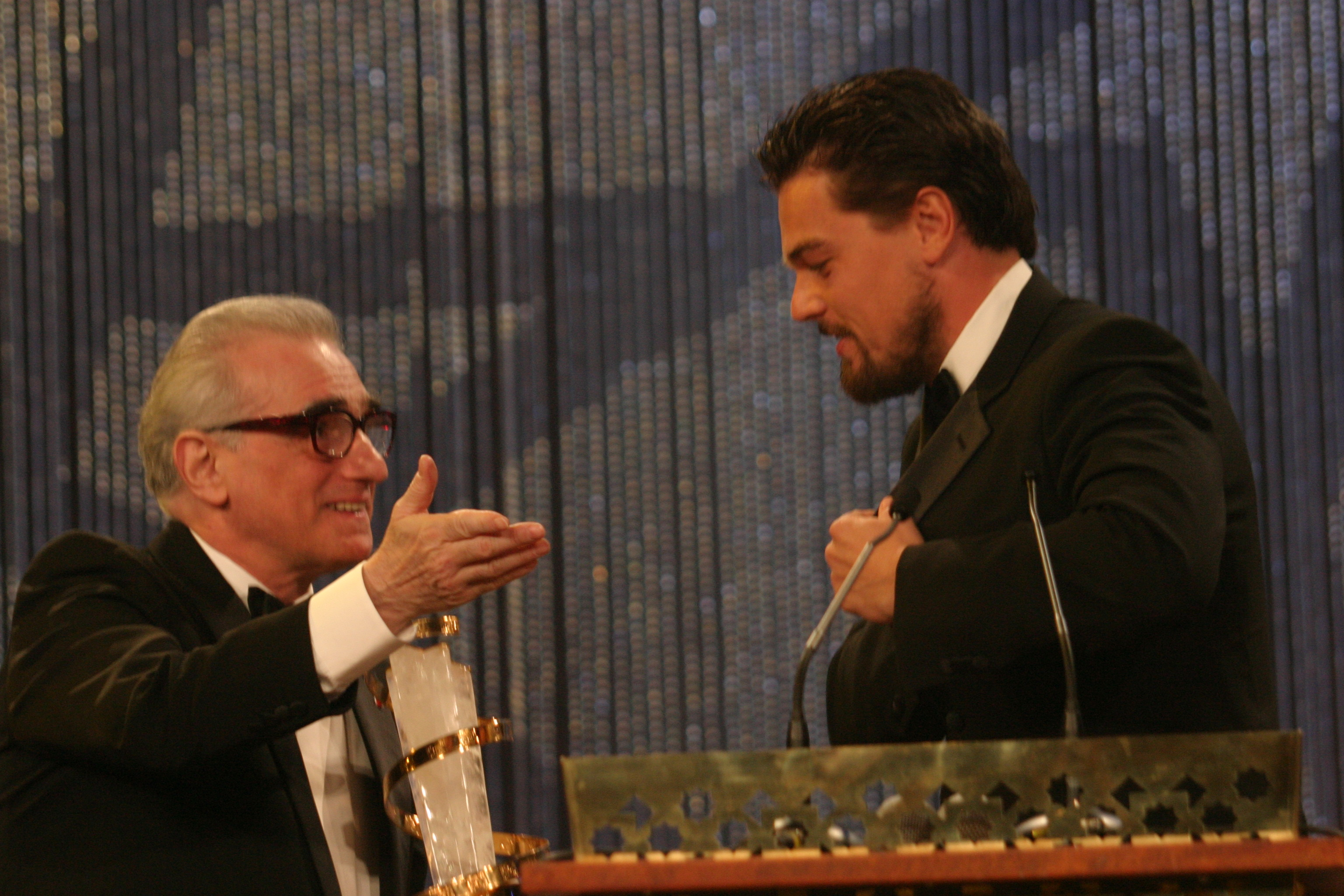
Leonardo DiCaprio et son mentor Martin Scorsese au Festival International du Cinéma de Marrakech 2007.

Les Infiltrés marque les retrouvailles entre Leonardo DiCaprio et Martin Scorsese, après Gangs Of New York (2002) et Aviator (2004). Ils se retrouveront ensuite pour d'autres films. Cela mène à une comparaison fréquente : l'association artistique qui liait le réalisateur à Robert De Niro. Toutefois, le jeune Leonardo DiCaprio s'empresse de répliquer : « Il n'y a pas à faire de comparaison. De Niro et Scorsese, c'est tout un pan de l'histoire du cinéma, c'est mythique, alors me comparer à eux, c'est un sacrilège. ». Robert De Niro était par ailleurs le premier choix pour incarner Frank Costello, mais il refuse le rôle pour se concentrer sur la réalisation de Raisons d'État (2006). Gerard McSorley refusera également le rôle.
Jack Nicholson a d'abord préféré décliner la proposition d'incarner Frank Costello. Après s'être entretenu avec Martin Scorsese, William Monahan et Leonardo DiCaprio, il accepte finalement le rôle en se disant qu'il venait de faire plusieurs comédies et qu'il sera intéressant d'incarner un véritable méchant.
Brad Pitt devait initialement incarner Colin Sullivan, mais il était engagé sur Babel (Alejandro González Iñárritu, 2006). Il restera finalement producteur du film, via sa société Plan B Entertainment,. Joe Pesci devait quant à lui tenir le rôle d'Arnold French, rôle similaire à ceux qu'il avait dans d'autres films du réalisateur : Les Affranchis et Casino.
Le rappeur RZA devait incarner Brown. Pour le rôle de Sean Dignam, les premiers choix étaient Ray Liotta et Denis Leary qui ont refusé pour conflit d'emploi du temps.
Pour le rôle de Madolyn, plusieurs actrices étaient sollicitées comme Kate Winslet, Emily Blunt ou encore Hilary Swank. Pour le rôle d'Ellerby, le premier choix était Mel Gibson mais ce dernier refuse pour pouvoir tourner Apocalypto. Il sera remplacé par Alec Baldwin que Scorsese venait de diriger dans Aviator.

### Tournage
Le tournage a eu lieu principalement à Boston (Charlestown, Chinatown, Farnsworth Street, Erich Lindemann Mental Health Center, ...) et dans l'État du Massachusetts (Quincy, Lynn). Quelques scènes d'intérieurs ont cependant été tournées dans le Bronx et Brooklyn,.
Pendant le tournage du film, l'acteur Jack Nicholson a apporté un véritable pistolet sur le lieu du tournage, afin d'effrayer au mieux l'acteur Leonardo DiCaprio lors du tournage d'une scène. Ce fut aussi toute l'équipe de tournage dont le réalisateur Martin Scorsese qui fut surprise. Malgré cela, la scène fut conservée, et Leonardo DiCaprio avoua qu’il s’agissait d'un des souvenirs de tournage les plus marquants de sa carrière.

## Musique
Deux albums sont sortis pour rassembler les musiques que l'on entend dans Les Infiltrés, l'un traditionnel et l'autre à tendance plutôt pop rock.
On entend à plusieurs reprises Frank Costello écouter des extraits et se rendre à une représentation de l'opéra Lucia di Lammermoor de Gaetano Donizetti.

### Original Score
La musique originale a été composée par Howard Shore et interprétée par divers artistes, tels que Sharon Isbin, G.E. Smith, Larry Saltzman et Marc Ribot.
Liste des titres
1. Cops or Criminals
2. 344 Wash
3. Beacon Hill
4. The Faithful Departed
5. Colin
6. Madolyn
7. Billy's Theme
8. Command
9. Chinatown
10. Boston Common
11. Miss Thing
12. The Baby
13. The Last Rites
14. The Departed Tango

### Music from the Motion Picture
Certaines musiques du film n'apparaissent pas dans l'album comme Gimme Shelter de The Rolling Stones (étant déjà présent dans les bandes sonores des films Les affranchis et Casino du même réalisateur), Thief's Theme de Nas et Well Well Well de John Lennon.
L'album apparait dans l'épisode 18 de la saison 6 de la série Les Soprano.
Liste des titres
1. Comfortably Numb par Roger Waters et David Gilmour, du groupe Pink Floyd (version provenant du concert The Wall à Berlin)
2. Sail on, Sailor par The Beach Boys
3. Let It Loose par The Rolling Stones
4. Sweet Dreams par Roy Buchanan
5. One Way Out par The Allman Brothers Band
6. Baby Blue par Badfinger
7. I'm Shipping Up to Boston par Dropkick Murphys[14]
8. Nobody But Me par The Human Beinz
9. Tweedle Dee par LaVern Baker
10. Sweet Dreams (Of You) par Patsy Cline
11. The Departed Tango par Howard Shore et Marc Ribot
12. Beacon Hill par Howard Shore et Sharon Isbin

## Accueil

### Critiques
Sur le site Rotten Tomatoes, le film détient un taux d'approbation de 91 % basé sur 286 critiques, avec une note moyenne de 8,30⁄10. Le consensus des critiques du site Web se lit comme suit: "Les Infiltrés est un drame de gangsters extrêmement captivant, avec l'authenticité et la moralité douteuse que nous attendons de Martin Scorsese". Metacritic, qui utilise une moyenne pondérée, a attribué au film une note de 85⁄100 sur la base de 39 critiques, indiquant "un succès universel". Les spectateurs interrogés par CinemaScore ont attribué au film une note moyenne de "A–" sur une échelle de A + à F.
En France, le film est aussi très bien accueilli par la critique, avec une note moyenne de 4⁄5 basée sur 28 titres de presse sur Allociné.

### Box-office
Le film attire 20 618 000 spectateurs en salle et se place 15e au box-office annuel (2006) des recettes engendrées par une production cinématographique. De plus, le film totalise plus de 140 002 116 $ en ventes de Blu-ray, ce qui totalise 429 826 264 $. 
| Pays                | Box-office        | Nombre de semaines | Classement TLT | Date            |
| Mondial             | 291 465 034 USD   | 20 sem.            | 184e           | -               |
| États-Unis / Canada | 132 384 315 USD   | 24 sem.            | 197e           | 22 mars 2007    |
| France              | 1 875 783 entrées | 37 sem.            | -              | 30 janvier 2007 |
| Paris               | 591 767 entrées   | 37 sem.            | -              | 30 janvier 2007 |
| Box-office Suisse   | 202 840 entrées   | 9 sem.             | 265e           | 30 janvier 2007 |

## Distinctions principales
Source et distinctions complètes : Internet Movie Database
Oscars du cinéma 2007
Oscar du meilleur film
Oscar du meilleur réalisateur
Oscar du meilleur montage
Oscar du meilleur scénario adapté
Nomination à l'Oscar du meilleur acteur dans un second rôle pour Mark Wahlberg
Golden Globes 2007
Golden Globe du meilleur réalisateur
Nomination au Golden Globe du meilleur acteur dans un film dramatique pour Leonardo DiCaprio
Nomination au Golden Globe du meilleur acteur dans un second rôle pour Jack Nicholson et Mark Wahlberg
Nomination au Golden Globe du meilleur scénario
Prix Edgar-Allan-Poe
Meilleur scénario

## Analyse
(octobre 2022).
- Si vous ne connaissez pas le sujet, laissez ce bandeau (vous pouvez alors contacter les auteurs).
- Si vous supprimez le contenu mis en cause (vous pouvez préalablement contacter les auteurs),

argumentez précisément cette suppression dans la page de discussion
(un manque de référence n'est pas un argument ; une recherche réelle de référence doit avoir été effectuée, être formellement documentée).
Les destins croisés de Billy Costigan Jr. et de Colin Sullivan appuient le constat énoncé par Francis « Frank » Costello au début du film : « Flic ou criminel, lorsque tu as un flingue braqué sur la tempe, où est la différence ? » En effet, tous les deux risquent leur vie en étant infiltrés, tous deux cherchent la taupe, et tous deux cherchent à s'affranchir en traquant l'autre. Le film montre des personnages qui n'ont plus rien à faire du camp où ils se trouvent (police ou gangster) lorsqu'ils ont une arme braquée sur eux.
Frank Costello (Jack Nicholson) utilise une citation fréquente mais erronée de Shakespeare : « Combien lourde est la couronne... » qui en réalité se rapproche plus de « Lourde est la tête qui porte la couronne » (Henry IV (deuxième partie)).